# José Urquidy
José Luis Urquidy (Mazatlán, 1 de mayo de 1995) es un beisbolista profesional mexicano, que pertenece a la organización de los Houston Astros de las Grandes Ligas (MLB).

## Carrera
Hizo su debut profesional y pasó su primera temporada profesional con los Greeneville Astros y Tri-City ValleyCats, lanzando a un récord combinado de 2-1 y efectividad de 3.35 en 37 2⁄3 entradas. Lanzó el 2016 con los Quad Cities River Bandits y Lancaster JetHawks, registrando un récord de 6-5 y efectividad de 2.94 en 24 juegos (21 aperturas).
En 2018 lanzó para Tri-City y los Buies Creek Astros, con foja de 2-2 con efectividad de 2.35 en 13 juegos (11 aperturas). Comenzó el 2019 con los Corpus Christi Hooks antes de ser ascendido a Round Rock Express.
El 2 de julio de 2019, los Astros lo promovieron a las Grandes Ligas. Hizo su debut esa noche en una apertura contra los Rockies de Colorado, lanzando 3 2⁄3 entradas. En 2019 tuvo marca de 2-1 con efectividad de 3.95, ya que en 9 juegos (7 aperturas) lanzó 41.0 entradas.
El 26 de octubre de 2019 en el Juego 4 contra los Nacionales de Washington, Urquidy comenzó con los Astros de Houston, convirtiéndolo en el tercer lanzador de la Serie Mundial nacido en México. Lanzó 5 entradas, cedió 2 hits y ponchó a 4. Con los Astros ganando el juego, Urquidy se convirtió en el segundo lanzador nacido en México en ganar un juego de Serie Mundial después de Fernando Valenzuela.

## Vida personal
Antes de cambiar su apellido antes de la temporada 2019, pasó por José Luis Hernández.
En 2019,se convirtió en el segundo lanzador nacido en México en obtener una victoria como titular en la Serie Mundial, uniéndose al LHP Fernando Valenzuela, quien lo hizo en 1981... esa hazaña le valió una reunión con el presidente mexicano Andrés Manuel López Obrador, quien lo recibió en su oficina en la Ciudad de México... José tiene una cerdita como mascota llamada Josefa, que fue nombrada combinando el nombre de José y el de su esposa, Estefanía... Josefa es una de las favoritas de la reportera de los Astros, Julia Morales, quien presentó a la cerdita en una transmisión de los Astros en la temporada 2021...José y Estefania se casaron esta temporada baja en su México natal.<ref> https://www.mlb.com/player/jose-urquidy-664353. Falta el |título= (ayuda)